# جامعة أكاديا
جامعة أكاديا هي جامعة عامة في كندا، تأسست عام 1838. تقع في مدينة ولف فيل.

## إحصائيات
يبلغ عدد طلاب الجامعة 4,358 طالب، منهم 605 طالب دراسات عليا.

## وصلات خارجية
- الموقع%20الرسمي